# Stipanjići
Stipanjići är en ort i Bosnien och Hercegovina.   Den ligger i entiteten Federationen Bosnien och Hercegovina, i den sydvästra delen av landet, 100 km väster om huvudstaden Sarajevo. Stipanjići ligger 921 meter över havet och antalet invånare är 1 252.
Terrängen runt Stipanjići är varierad. Närmaste större samhälle är Tomislavgrad, 4,9 km öster om Stipanjići. 
Trakten runt Stipanjići består till största delen av jordbruksmark. Runt Stipanjići är det ganska tätbefolkat, med 93 invånare per kvadratkilometer.